# Bohnermaschine

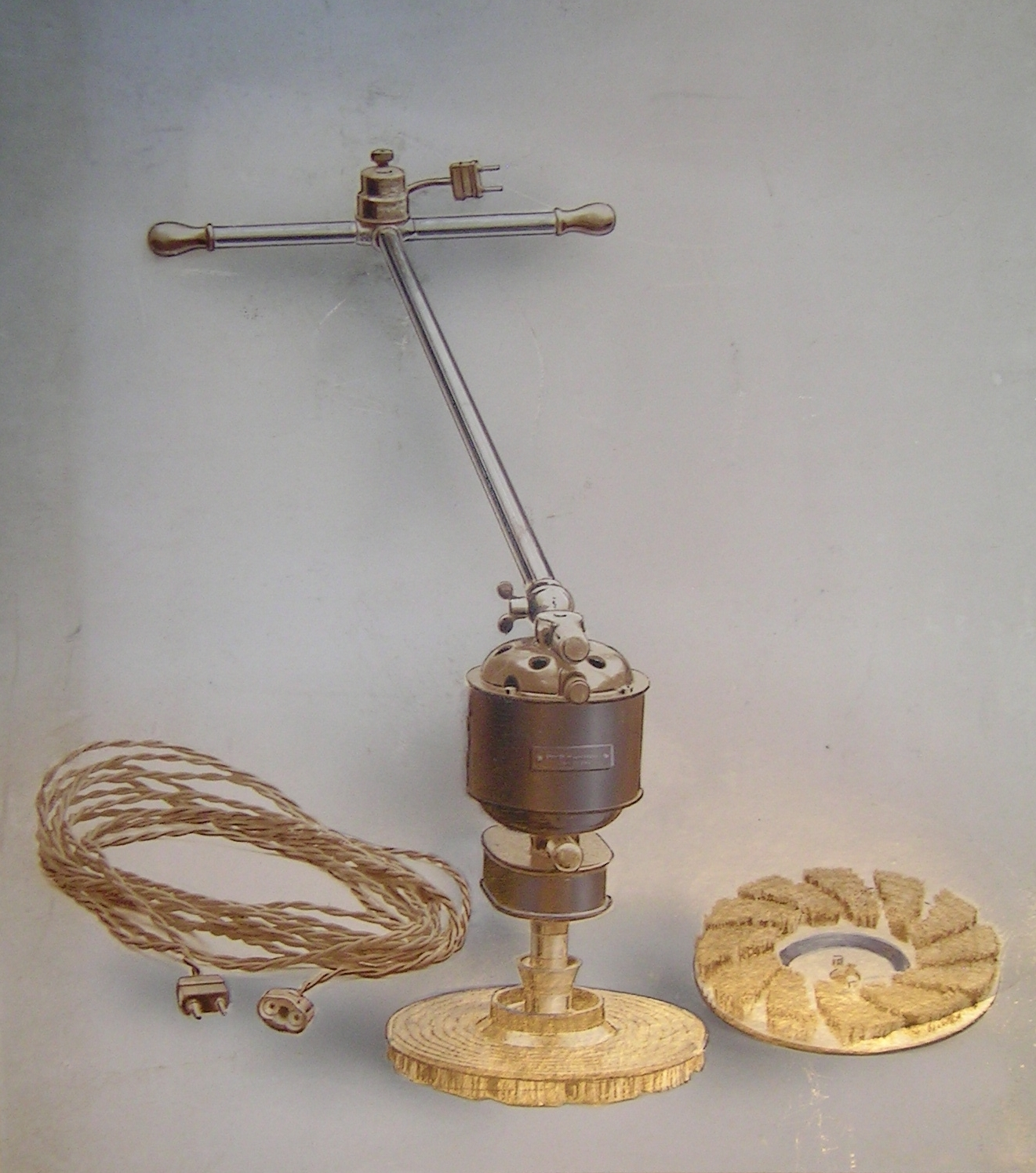
Erste elektrische Bohnermaschine von 1904

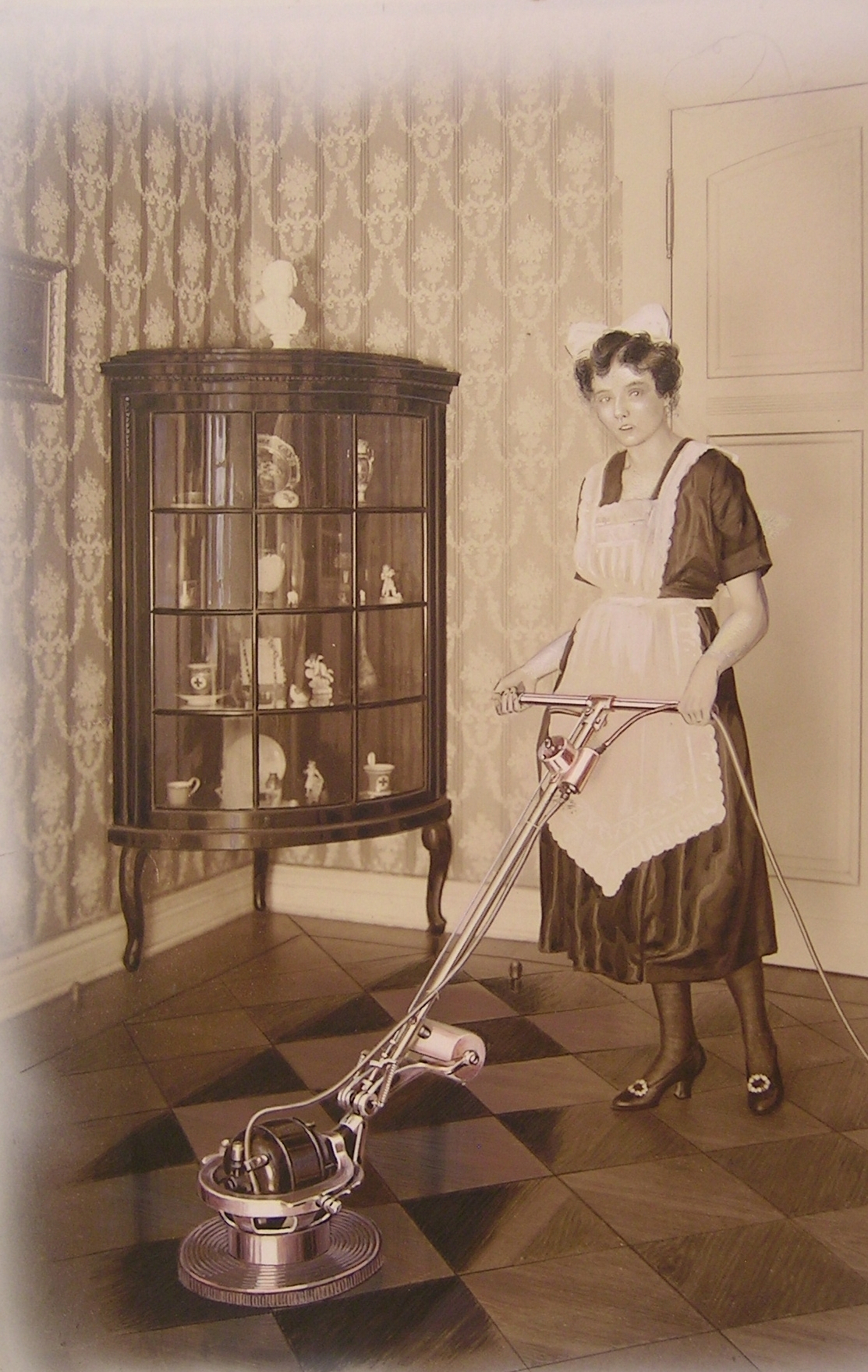
Erste HAWIG-Maschine von 1912

Die Bohnermaschine (früher Bohnerapparat genannt, in der Schweiz Blocher) ist ein elektrisches Arbeitsgerät zur Bodenpflege, welches eine Weiterentwicklung des Bohnerbesens darstellt.
Im Jahre 1904 entwickelte der ungarische Erfinder Alfred Pongracz die erste elektrische Bohnermaschine (Deutsches Reichs-Patent Nr. 166 534 vom 30. August 1904), ging dann aber wegen der technischen Unzulänglichkeit der Maschine in Konkurs.
Die AEG in Berlin konnte die von Pongracz bestellten 1000 Elektromotoren nicht absetzen und beauftragte den Berliner Ingenieur Ernst Franke mit der weiteren Entwicklung einer funktionierenden elektrischen Bohnermaschine bis zur Serienreife unter Verwendung der sonst unverkäuflichen Elektromotoren.
Dazu gründete Ernst Franke 1905 die Deutsche Blitzbohnergesellschaft m.b.H., aus der 1912 die HAWIG Hauswirtschaftsmaschinen-Gesellschaft hervorging, die zahlreiche Patente anmeldete und die ersten elektrischen Bohnermaschinen auf den Markt brachte.
Die elektrische Blitzbohnermaschine „Victor“, die im Jahre 1912 von Ernst Franke konstruiert wurde, bestand aus einem Elektromotor mit angebauter, abnehmbarer Bürste (ein Patent von Ernst Franke Nr. 468099 vom 1. Dezember 1926), die sich nach dem Einschalten des Elektromotors drehte und den Boden polierte. Die entscheidende Erfindung (Deutsches Reichs-Patent Nr. 284650 von 15. Januar 1914) bestand darin, das durch die sich drehende Bürste entstehende Drehmoment auszugleichen, so dass der Bediener der Maschine diese ohne Kraftaufwand in alle horizontalen Richtungen lenken konnte.
Später wurden dann auch Bohnermaschinen mit zwei Scheiben und mit Staubabsaugung gebaut. Es gibt aber auch Bohnermaschinen mit drei Scheiben.
Inzwischen wird das Bohnern durch das Cleanern verdrängt, wobei schnelldrehende Kunststoffpads den Boden gründlich reinigen und Glanz erzeugen. Auch diese Maschinen gibt es mit gleichzeitiger Staubabsaugung, als Einscheiben- oder Zweischeibenmaschine.